# 공개 키 기반 구조

공개 키 기반구조 다이어그램

공개 키 기반구조(public key infrastructure, PKI)는 디지털 인증의 생성, 관리, 배포, 사용, 저장, 파기와 공개 키 암호화의 관리에 쓰이는 일련의 역할, 정책, 하드웨어, 소프트웨어, 절차의 총칭으로 전자 상거래, 인터넷 뱅킹, 민감한 정보를 담은 이메일을 포함한 다양한 네트워크 활동에 있어 정보의 안전한 전송이 목적이다. 통신 주체를 식별하거나 오가는 정보를 검증함에 있어 단순한 암호를 넘어선 엄격한 확증이 필요한 경우에 중요한 역할을 한다.
암호학적으로는 공개된 키를 개인이나 집단을 대표하는 적절한 주체와 엮는 것이며 이는 인증 기관(Certificate authority, 이하 CA)에의 등록과 해당 기관에 의한 인증의 발행을 통해 성립된다. 이 엮음은 보증의 정도에 따라 완전 자동으로 성립되기도, 사람 손을 거쳐야만 성립되기도 한다.

## 일반적인 기능
- 인증서 발급
- 인증서 관리
- 인증서 배포
- 인증서 사용
- 인증서 저장
- 인증서 취소

- CA = Certification Authority
- RA = Registration Authority
- VA = Validation Authority

## 같이 보기
- 공인인증서
- 인증 기관
- X.509